# 정봉

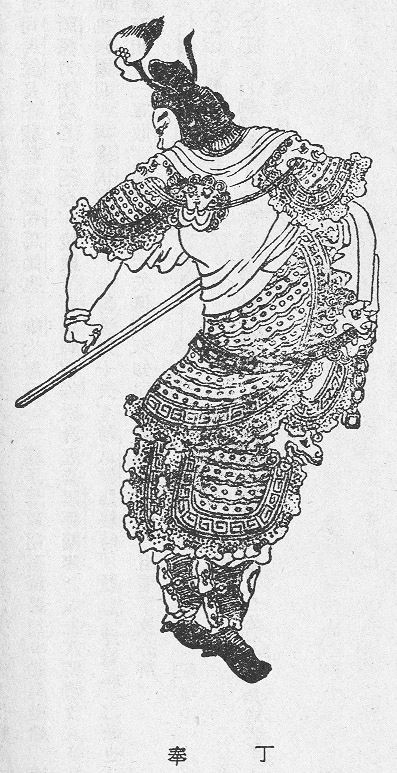
정봉 (승연)

정봉(丁奉, ? ~ 271년)은 중국 삼국시대 오나라의 장수이며 자는 승연(承淵)이다. 양주 여강군 안풍현 사람이다.

## 생애
어려서부터 용감하여 소장(小將)이 되어 감녕, 육손, 반장 등에게 속했다. 수차례 정벌에 따라가 싸움마다 항상 군대의 으뜸이 되었다. 매번 적 장수를 베고 적의 깃발을 뽑았고, 자신도 상처를 입었다. 점차 승진하여 편장군이 되었다.
젊어서부터 용맹으로 이름을 떨쳤다고 하나, 자세한 활약은 전하지 않는다. 손량(孫亮)이 즉위한 후 관동장군(冠東將軍)이 되었다.
252년 12월 위나라에서 대군을 일으켜 동흥(東興)을 공격해 오자, 제갈각(諸葛恪)을 따라 참전하여 위군 진영을 기습하러 나섰다. 위군은 잔치를 벌이면서 방비를 소홀히 했기 때문에 급습에 성공하여 한종(韓綜)이 이끄는 선봉부대를 무찌르고 한종을 베는 공을 세웠다. 이 패배로 기가 꺾인 위군은 더 이상 진격하지 못하고 후퇴했다.
255년 관구검(毌丘儉)의 반란에 가담했던 문흠(文欽)이 위군에게 패하여 오나라로 쫓겨 오자, 정봉을 호위(虎威)장군으로 삼고 손준(孫峻)을 따라 수춘(壽春)에 가 맞이하고, 적의 추격군과 고정(高亭)에서 싸웠다. 정봉이 말을 타고 긴 창(矛)을 들고 적의 진중에 돌입하여, 수백명의 머리를 베고, 군기(軍器)를 노획했다. 안풍후(安豊侯)에 봉해졌다.
257년 제갈탄(諸葛誕)이 수춘에서 반기를 들었을 때도 참전하여 공을 세웠다.
오나라의 실권을 잡고 있던 손침(孫綝)은 총명한 자질을 지니고 있던 손량(孫亮)이 장성하면서 국사에 의욕을 보이자 훗날을 두려워하여 조회에 나오지 않았다. 손량 역시 손침을 눈엣가시로 보았기에 제거하려 했으나, 계획이 새어나가 도리어 폐위당하고 회계왕(會稽王)으로 강등되었다. 뒤이어 황제로 추대된 손휴(孫休) 역시 손침을 제거하려 했는데, 손휴와 함께 거사를 모의하던 장포(張布)가 정봉을 추천하여 손침 제거에 가담하게 되었다. 손침이 제거된 후 대장군으로 승진하였다.
263년 위군의 공격으로 곤경에 처한 촉나라가 원병을 요청하자, 정봉은 명을 받고 촉한을 구원하기 위해 수춘부터 성도에 이르기까지 공격을 시작했으나 정봉의 부대가 성도에 도착했을 때는 이미 촉나라가 멸망한 후였기 때문에 정봉은 회군했다. 268년 11월에는 제갈탄의 아들 제갈정(諸葛靚)과 함께 합비를 공격했으나, 진나라의 여음왕(汝陰王) 사마준(司馬駿)에게 격파당했다. 269년에는 곡양(穀陽)을, 270년 1월에는 와구(渦口)를 공격했으나 모두 실패했다. 정봉은 말년에 교만한 모습을 보였는데, 이 때문에 정봉을 못마땅하게 본 손호(孫皓)는 그의 가족들을 임천(臨川)으로 이주시켰다.
271년 12월, 세상을 떠났다.

## 《삼국지연의》에서의 정봉
연의에서는 손권(孫權)이 손책(孫策)의 뒤를 이은 후 인재를 모을 때 등용된 것으로 나온다. 이후 적벽 대전, 합비 공격, 이릉 전투 등에 참전하여 공을 세웠으며, 조비(曹丕)가 공격해왔을 때 장료(張遼)를 화살로 쏴서 죽였다. 그 외에 동남풍을 부르던 제갈량(諸葛亮)이나 강동에서 형주로 빠져나가던 유비(劉備)를 뒤쫓기도 한다. 그러나 실제로 장료는 정봉에게 사살된 것이 아니라 병으로 죽었으며 정봉이 촉한의 마지막 순간에 촉한을 도와주러 왔다가 촉한이 멸망해서 회군한 것을 나관중(羅貫中)이 높게 평가했으므로 나관중은 그 보상으로 삼국지 연의에서 정봉이 장료를 사살한 것으로 묘사해줬다.

## 정봉의 친족 관계
- 정봉 (동생)

## 같이 보기
- 삼국지 인물 목록
- 진수 (서진)